# Japán ünnepek
A japán fesztiválok hagyományos ünnepi alkalmak. Néhány fesztivál gyökere a kínai tradicionális ünnepekig nyúlik vissza, de vannak olyanok is, melyek a helyi szokásokkal keveredve lényeges változásokon mentek keresztül.
Egyes ünnepek annyira különbözőek, hogy az azonos néven és naptári napon kívül még távolról sem emlékeztetnek az eredeti ünnepségekre. Előfordulnak olyan ünnepek is (pl.: Tobata Gion), melyek szinte teljesen ismeretlenek az adott prefektúrán kívül. Közkeletű dolog amikor azt mondják, hogy bármerre is járjon az ember Japánban mindig fog találni egy fesztivált.
Ellentétben a legtöbb emberrel Kelet-Ázsiában, a japán emberek általában nem ünneplik a kínai újévet (a nyugati újév által lett kiszorítva a késő 19. században); bár a Japánban élő kínai lakosok még igen. A jokohamai kínai negyedben, Japán legnagyobb kínai negyedében, turisták Japán egész területéről jönnek, hogy élvezzék az ünnepet. Hasonlóképpen a Nagaszaki Lámpás fesztiválhoz, amit Nagaszaki kínai negyedében tartanak meg.

## Az ünnepekhez kötődő események
Az ünnepek gyakran egy esemény köré szerveződnek, melyeken az emberek jókedvéről ételes bódék, mulatságok és karneváli játékok gondoskodnak. Néhány templomok és szentélyek köré szerveződik, mások a hanabi (tűzijáték) és még mások pedig versenyek köré, ahol a résztvevők lágyék ruhaanyagban mulatoznak (lásd: Hadaka ünnep).

## Helyi ünnepek(macuri)

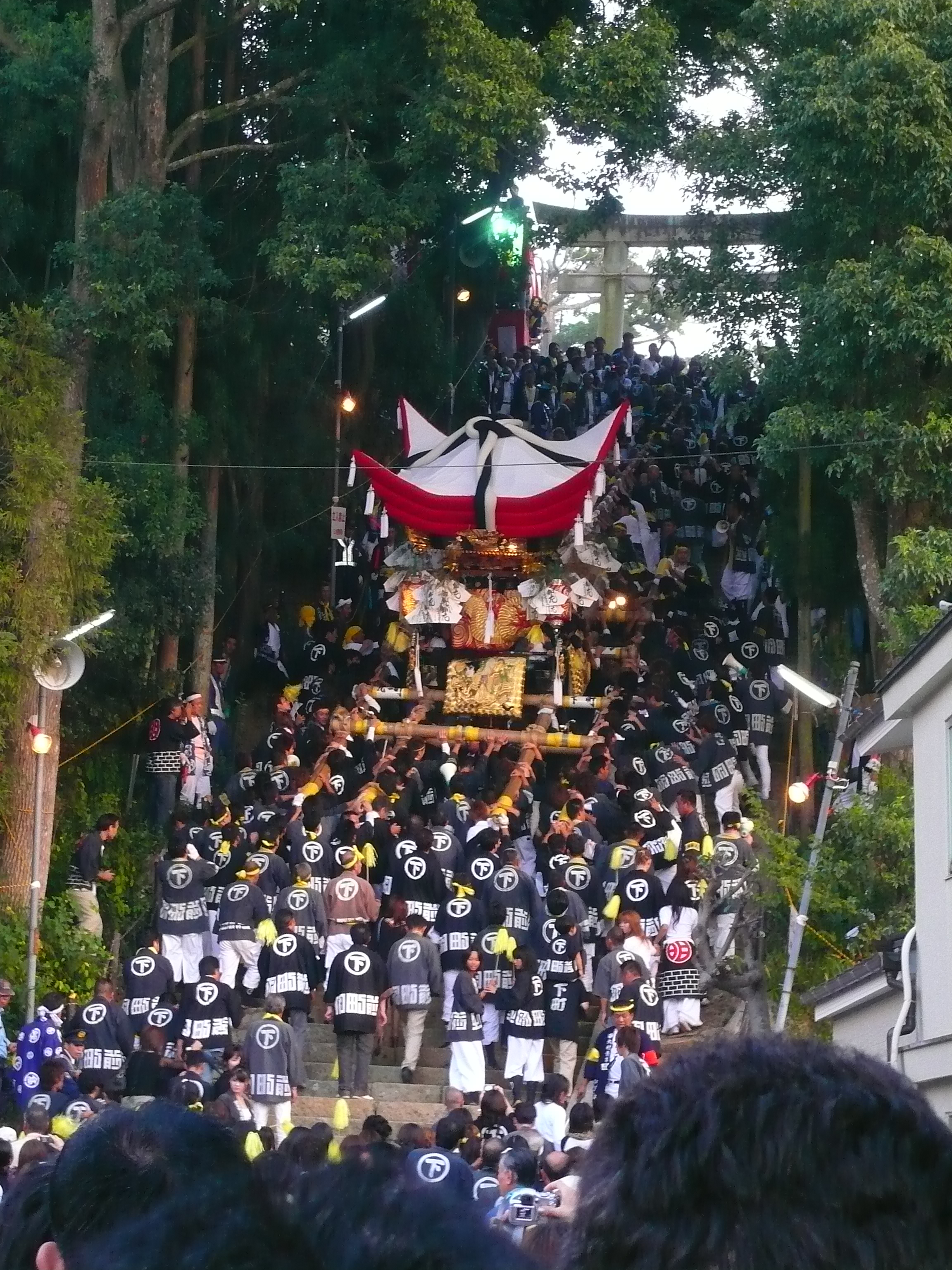
Nagy Mikosi "Yatai" parádé a Miki őszi aratás fesztiválon Mikiben, Hjógoban

A macuri (祭) japán szó a fesztiválra vagy az ünnepre. Japánban a fesztiválokat általában a helyi szentély vagy templom szponzorálja, de vannak állami ünnepek is.
Japánban a macurik nem mindenhol vannak meghatározott napokon; a napok területről területre változnak, még egy adott térségen belül is, de a fesztiválok hajlamosak hagyományos ünnepek köré csoportosulni, mint például a Szecubun vagy az Obon. Majdnem minden helyszínnek van legalább egy macurije késő nyáron/kora ősszel, ami általában a rizs betakarítással függ össze.
A jelentősebb macurik gyakori jellegzetessége a gondosan kidolgozott hajók. Az előkészületek ezekre a felvonulásokra általában a szomszédságok vagy a macsi(=város) szintjén zajlik. Ezt megelőzően a helyi kamit, rituálisan egy mikosira áthelyezve végighordozzák a parádé utcáin.
A macuri szomszédságában mindig találni bódékat, amik  szuveníreket kínálnak és ételeket, például takojakit és játékokat, például az aranyhal horgászást. Karaoke versenyeket, szumó mérkőzéseket, és a szórakoztatás más formáit gyakran szervezik a macurival kapcsolatban. Ha a fesztivál egy tó mellett van, akkor a csónakbérlés is egy lehetőség.
A leghíresebb macurik kedvenc részeit, úgy mint a Nada no Kenka Macurit Himedzsiben vagy a Neputa Macurit Hiroszakiban gyakran a televízió is közvetíti, hogy az egész nemzet élvezhesse.

### Híresmacuriklistája

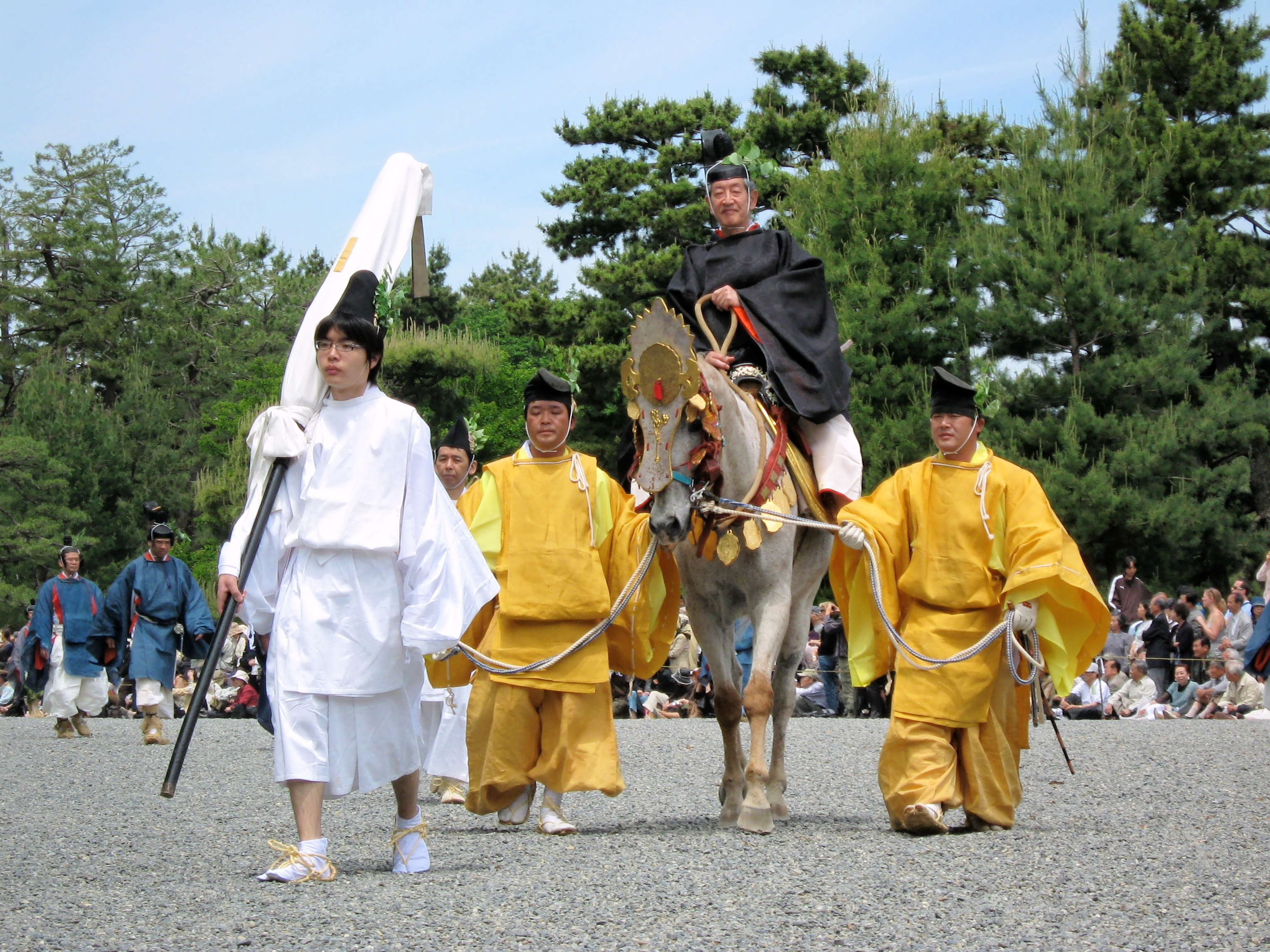
Aoi Macuri Kiotóban

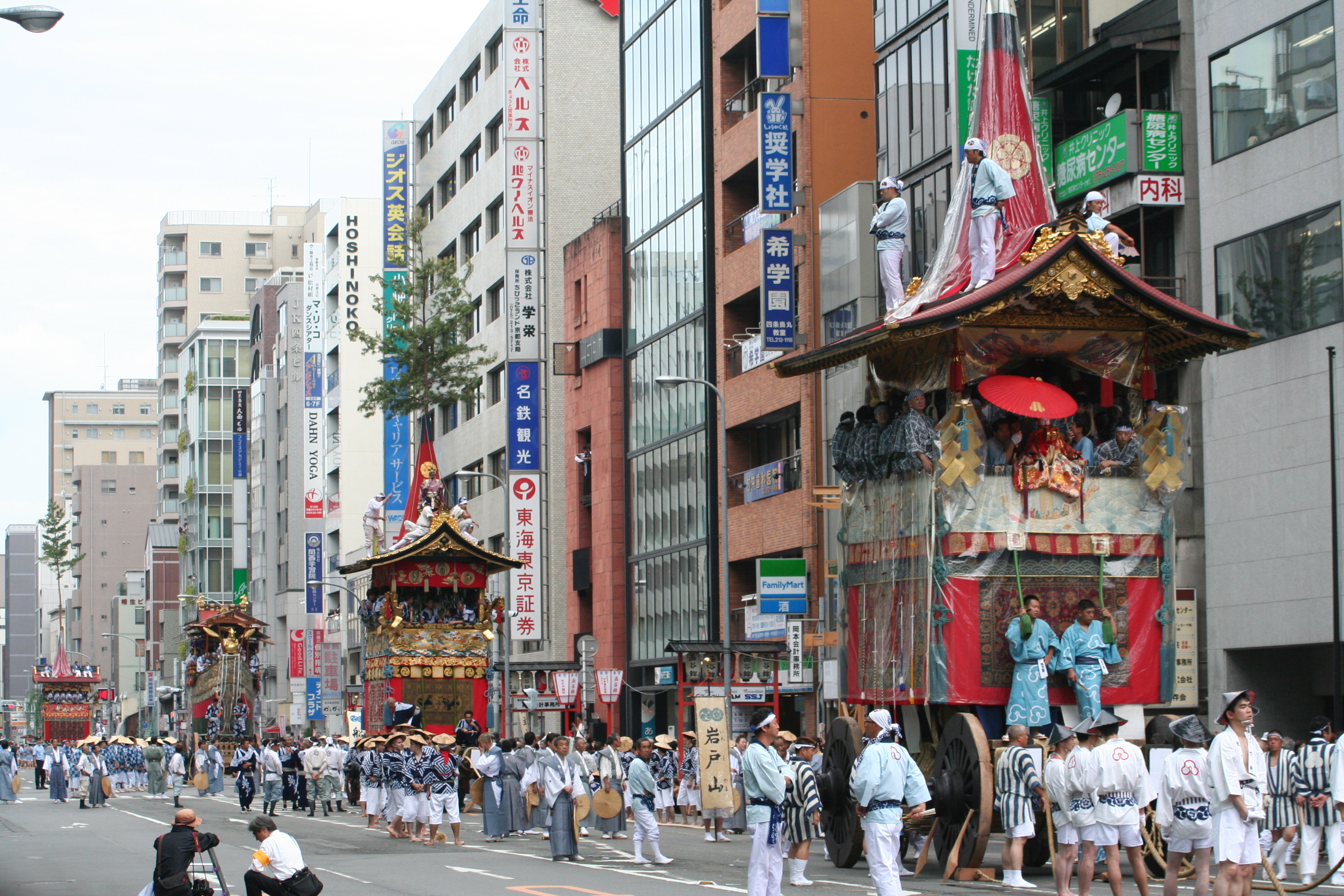
Gion Macuri Kiotóban

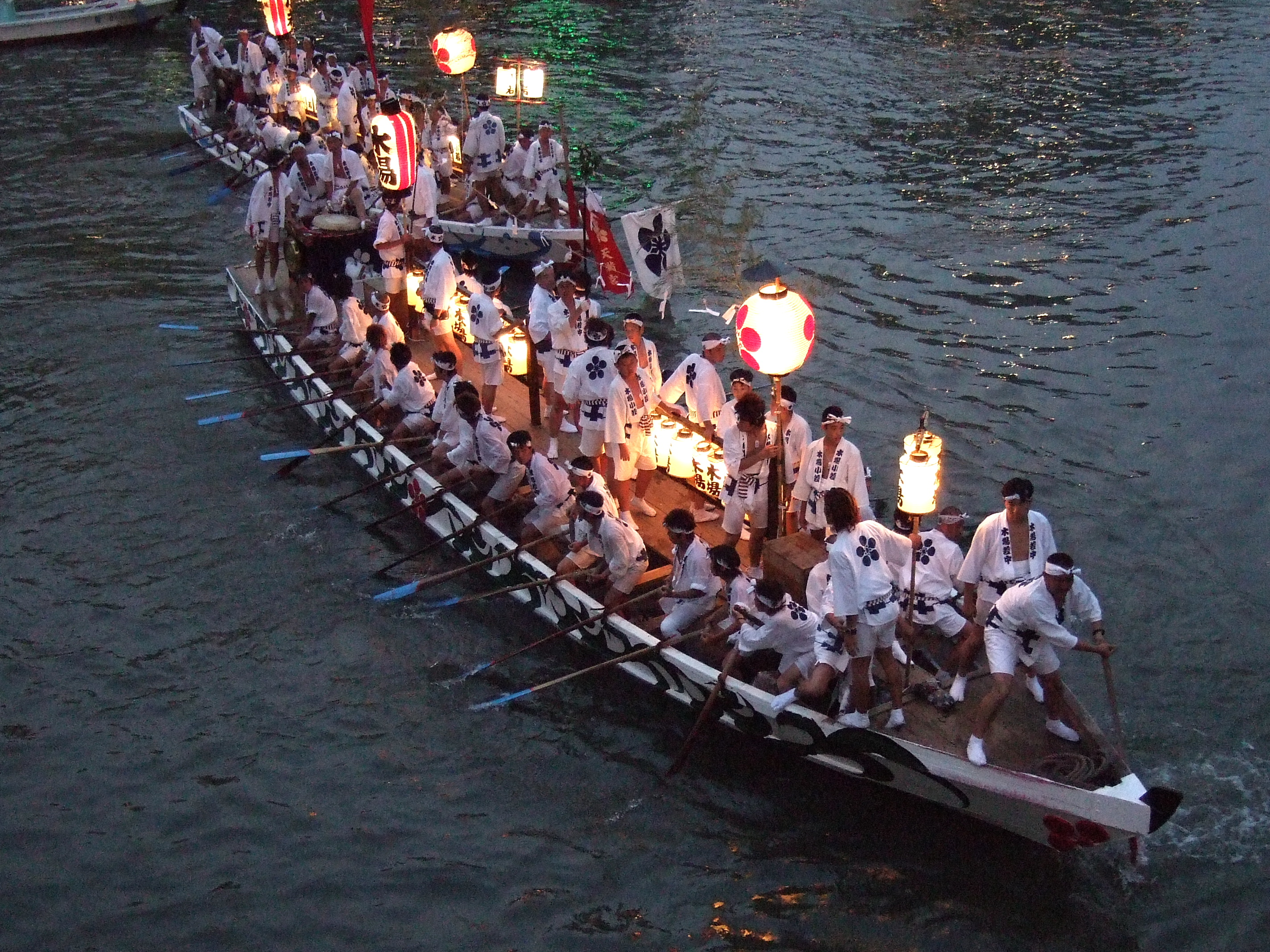
Tendzsin Macuri Oszakában

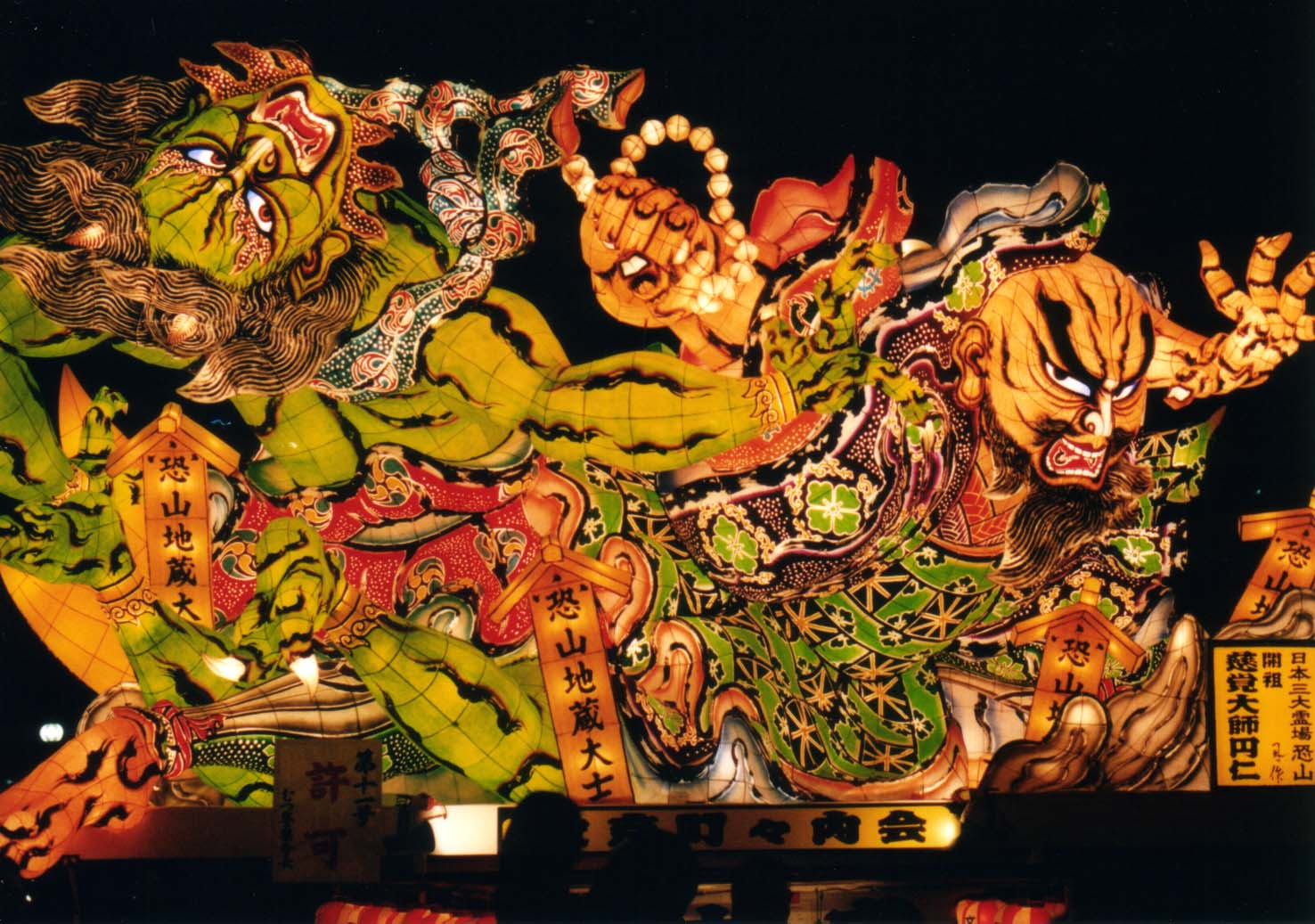
Nebuta fesztivál Aomoriban

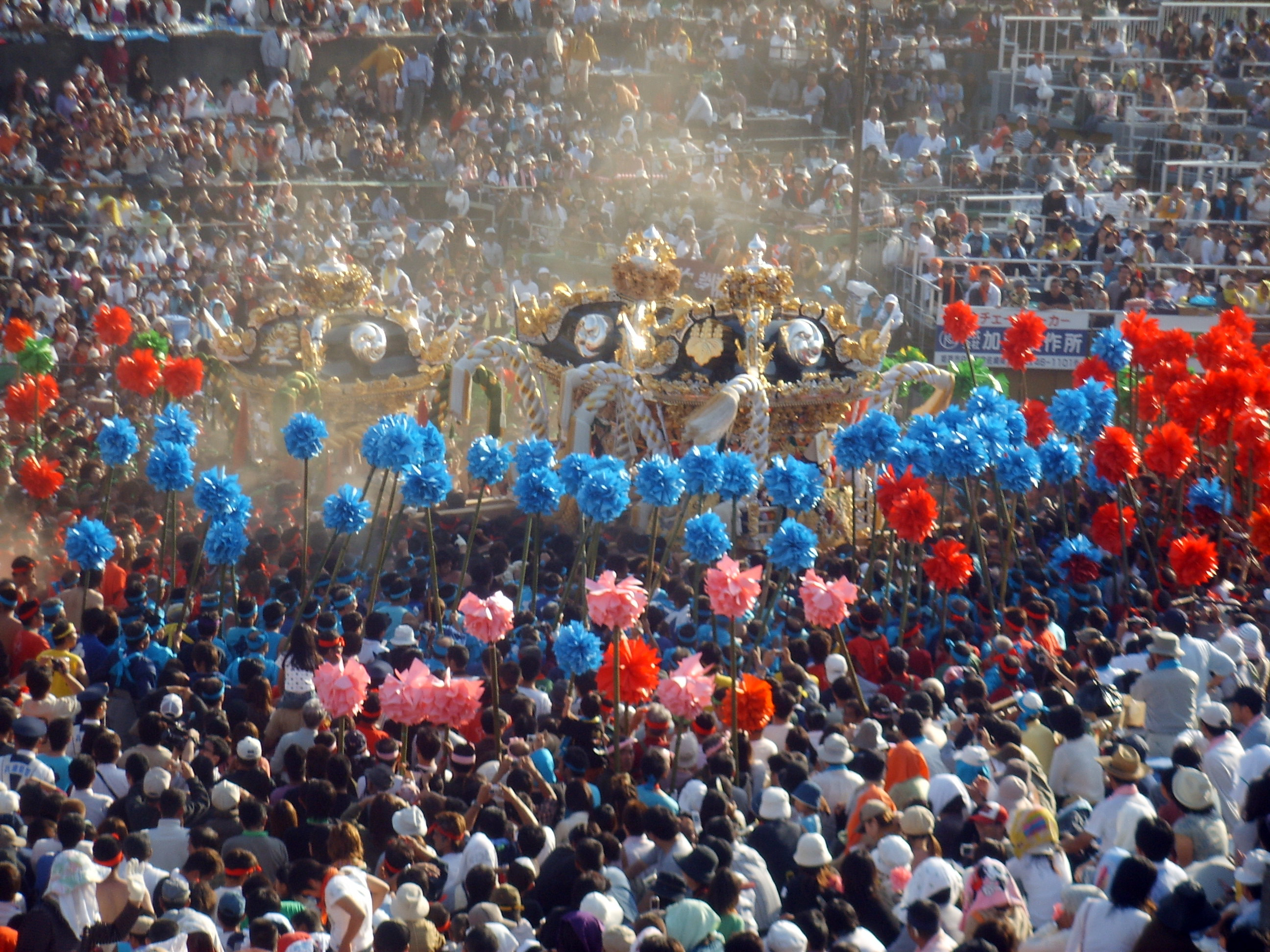
Mikosi harc a "Nada no Kenka Macuri"-n Himedzsiben

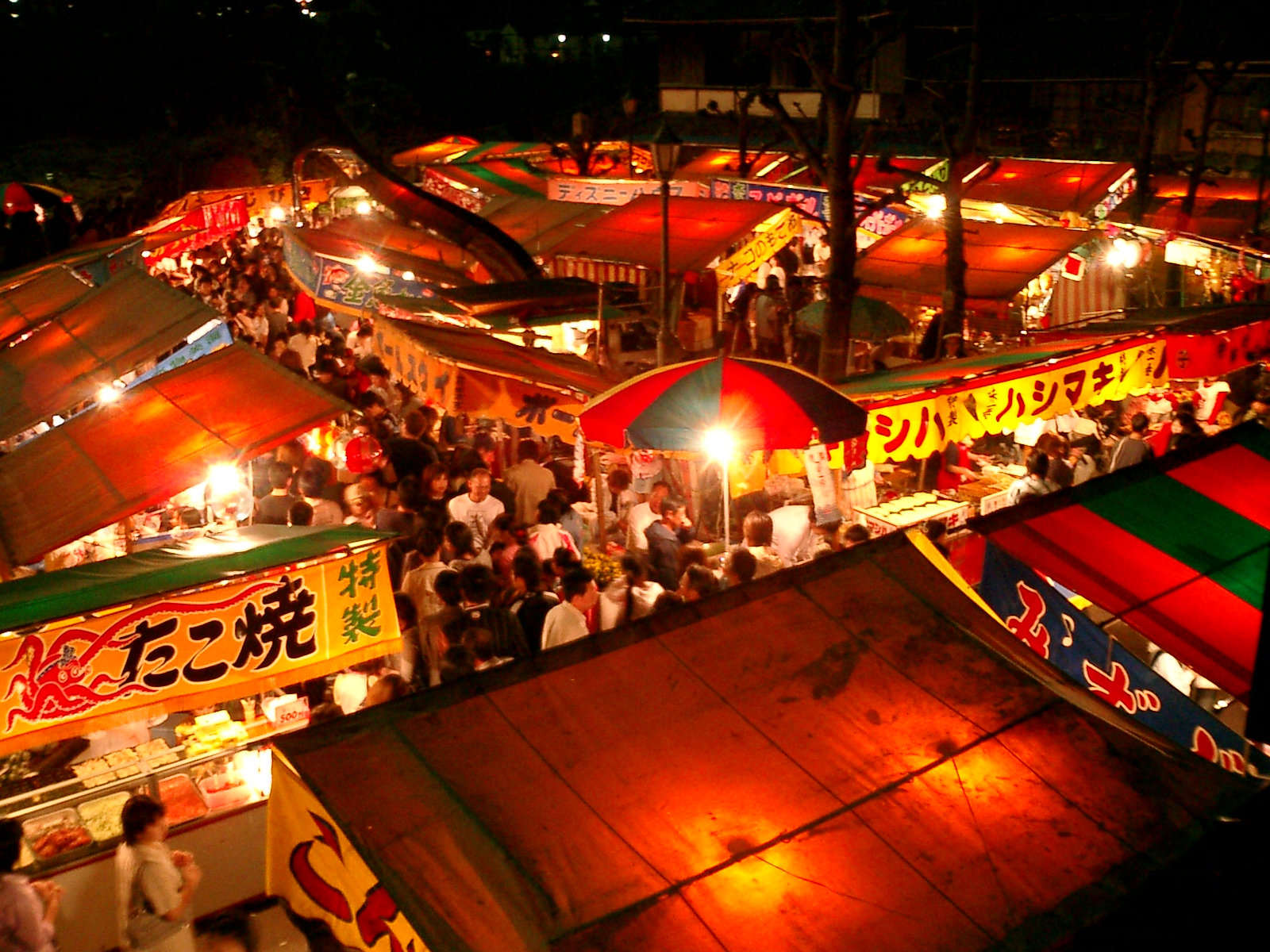
Az ünnepekkor gyakori kép az ételeket és játékokat árusító standok látványa Japánban

| Macuri neve             | Információ                                                  | Helység   |
| ----------------------- | ----------------------------------------------------------- | --------- |
| Acuta                   | az Acutai nagyszentélyben tartják júniusban                 | Nagoja    |
| Aoi                     | a Simogamo és a Kamigamo szentélyben tartják májusban       | Kiotó     |
| Gion                    | júliusban tartják                                           | Kiotó     |
| Hadaka                  | februárban tartják                                          | Okajama   |
| Hakata Gion Jamakasza   | a Kusida-dzsindzsában tartják júliusban                     | Fukuoka   |
| Hónen                   | a Tagata szentélyben tartják márciusban                     | Komaki    |
| Dzsidai                 | október 22-én tartják                                       | Kiotó     |
| Kanamara                | a Kanajama szentélyben tartják áprilisban                   | Kavaszaki |
| Kanda                   | a Kanda Mjodzsin szentélyben tartják májusban               | Tokió     |
| Kantó                   | augusztus 3-tól 7-ig tartják                                | Akita     |
| Kisivada Dandzsiri      | szeptemberben tartják                                       | Kisivada  |
| Miki őszi aratási ünnep | az Ómija Hacsiman szentélyben tartják októberben            | Miki      |
| Nada no Kenka           | a Macubara Hacsiman szentélyben tartják október 14 és 15-én | Himedzsi  |
| Nagoja                  | a Hisaja Ódori parkban tartják Szakaeban, Nagojában         | Nagoja    |
| Sandzsa                 | az Aszakusza szentélyben tartják májusban                   | Tokió     |
| Sannó                   | a Hie-szentélyben tartják júniusban                         | Tokió     |
| Tendzsin                | az Oszaka Tenman-gúban tartják júliusban                    | Oszaka    |

### Szapporói hóünnep (Hokkaidó)
A szapporói hófesztivál az év egyik legnagyobb macurija, amit februárban tartanak egy hétig. 1950-ben kezdődött, amikor középiskolás diákok hószobrokat építettek az Ódóri parkban, Szapporo központjában. Ez az esemény mára nagyon naggyá nőtt és jól reklámozott. Egy tucat nagyobb szobrot építenek a fesztiválra 100 kisebb hó és jégszoborral együtt. Sok koncertet és más eseményeket is tartanak ilyenkor.

### Sikocu tavi jégünnep
Sikocu-tó a legészakibb jégmentes tó, ami 363 méter mély. A fesztivál egyik jellegzetessége a mohával bélelt barlang, ami örökzöld kárpitként vonja be a jégbarlangot (Gianola, 2008). Ez a fesztivált késő januártól február közepéig tart. Ezen a macurin kisebb és nagyobb jégszobrok is vannak. Éjszaka a szobrok megvilágítják különböző színű fényekkel. Tűzijáték is van a fesztivál ideje alatt. A belépés ingyenes. Amaszaké (forró szaké) is fogyasztható (Ministry of Land, 2008).

### Tovada tavi hóünnep
Február elején tartják ezt a tavi fesztivált Jasumija városában, Tovada-tó déli partján (közel a faszobrokhoz). A macuri egész nap nyitva van, de délután 5 órakor lehetőség van hólabirintuson végigmenni, felfedezni egy japán jégkunyhót, és Aomori és Akita prefektúrából hozott ételt fogyasztani. Egy jégszínpadon tűzijátékot és egyéb eseményeket rendeznek.

### Aomori Nebuta ünnep
Évente megrendezik ezt a fesztivált, aminek a jellegzetessége a színes lebegő lámpások, a nebuták, amit Aomori központjának utcáin húznak végig. Minden évben augusztus 2-7-ig rendezik meg ezt a macurit. Millió látogatót vonz. A fesztivál ideje alatt 20 nagy nebutát lebegtetnek végig a parádé utcáin közel az Aomori JR vasútállomáshoz. Ezeknek a lámpások az alapanyaga fa, a váza metál. Japán papírokat, vasikat festenek a keretre. A lámpásokon ezekre  a papírokra végül történelmi figurákat vagy kabukit festenek. Akár egy évbe is beletelik egy ilyen nebuta elkészülése. Ezen a fesztiválon táncelőadás is van. Vannak haneto táncosok, akik speciális ruhákat hordanak a táncra. Mindenki előtt ott áll a lehetősége, hogy vásároljon egy haneto kosztümöt és csatlakozzon a szórakozáshoz (Misima, Aomori Nebuta fesztivál).

### Nango nyári jazz fesztivál
Minden évben megrendezik. Tohokuból és távolabbi területekről is jönnek művészek Nangoba, hogy fellépjenek. Tohoku régióban ez a legnagyobb nyitott jazz koncert.1989-ben kezdődött a fesztivál egy kicsit belső helyszínen. Nagyon sok visszajelzés érkezett a rajongóktól, ezért nagyszabású éves fesztivállá bővítették. Mindenképpen érdemes erre az eseményre jegyet szerezni (Bernard, 2007). Ez a nyári jazz fesztivál ugyan díjmentes, de ettől függetlenül jegyre van szükség a belépéshez.

### Cseresznyefavirágzás ünnepe
Japán az egész cseresznyevirágzási időszakot ünnepli. Japán-szerte macurik sokaság van, ahol ételek is fogyaszthatóak és az éjszakát a szép lámpások díszítik. Egy érdekes tény a cseresznyevirágzással kapcsolatban:
Egy kutatás szerint a városi területeken bizonyos növények virágzása gyorsabb. Ezt Mt. Takaoban  egy cseresznye arborétumban bizonyították, a cseresznye korai virágzása a hőmérséklet ingadozás miatt történik (Primack, Higucsi és Miller-Rushing, 2009).
Néhány hely, ahol van cseresznyevirágzás fesztivál:
- Jaedake cseresznyevirágzás fesztivál Okinaván. Ez a fesztivál késő januártól február közepéig tart.
- Macujama Sirojama Koen cseresznyevirágzási fesztivál Macujama városában tartják, Ehimében. Kora áprilissal tartják ezt a fesztivált
- Macue Dzsozan Koen macuri Macue városában, Simanéban. Ennek a fesztiválnak a sajátossága, hogy éjszaka a cseresznyefákat megvilágítják. Késő márciustól kora áprilisig tart ez a fesztivál.
- Cujama Kakuzan Koen cseresznyevirágzási macuri Cujama városban, Okajamában. Ezen az ünnepségen teaceremóniát és zenei előadásokat is rendeznek. Április elejétől április közepéig tart ez a fesztivál.
- Takato Dzsosi Koen cseresznyevirágzási fesztivált Takato-macsiban Ina városában, Nagano prefektúrában tartják. Ebben a térségben a fáknak rózsaszín szirmai vannak. Ezt a fesztivált kora áprilisban tartják.
- Takada Koen cseresznyevirágzási fesztivál Dzsoecu városában van, Niigata prefektúrában. Ez a macuri április elejétől április közepéig tart.
- Kitakami Tensocsi cseresznyevirágzási fesztivált Kitakami városában tartják, Ivatéban. Ez a fesztivál április közepétől kora májusig tart.
- Hiroszaki cseresznyevirágzási fesztivált Hiroszaki Koen Hirokszaki városban tartják, Aomori prefektúrában. Ez a fesztivál késő áprilistól kora májusig van (Misima, cseresznyevirágzás fesztiválok 2010).

## Hadaka ünnep
A Hadaka Macuri eredete 500 évvel korábbra tehető, amikor a vallási fanatikusok versenyeztek, hogy papír talizmánokat, go-ot kapjanak a papoktól. Ezek a papír talizmánok a papok által az újévi aszketikus gyakorlatok befejezésének szimbólumai voltak. Évről évre nőtt a számuk azoknak, akik részesülni akartak ezekből a talizmánokból, mivel azokra akik kaptak ilyen talizmánt, jó dolgok vártak. Ugyanakkor mivel a papír könnyen elszakadhatott, a talizmánokat azzá a fa ofudává változtatták, ahogyan ma ismerjük.
Naoi-sindzsi vagy másik nevén a 'Hadaka Macuri (meztelen fesztivál)' i.e. 767-ben kezdődött a Nara korszakban. Ez a méltányosság azon a tényen alapult, hogy Ovari tartomány kormányzója (jelenleg: Aicsi prefektúra) meglátogatta az Ovari Sosa szentélyt (Konomija szentély) azért, hogy a rossz szellemeket és a csapásokat elűzze, mert Sotoku császára elrendelte az összes kokubun-dzsi-nek, hogy ajánlják fel a segítségüket a pestis elűzése miatt.
Az mondják, hogy az ünnep lényege a küzdelem, hogy megérintsék a naoinint vagy a sin-otokot (isten embere). Emlékeztető a régi idők a küzdelmére, ami az alacsonyabb rangú sintó papok, sanin és a közreműködők között azért történt, hogy elkapjanak egy férfit, egy szerencsétlen szegény embert, aki nem akarta elvállalni a szerepet, hogy naoininnak (sin-otoko) öltöztessék be.

## Országos ünnepek

### Meghatározott napok
- Nanakusza no szekku: dzsindzsicu-emberek napja (január 7)
- Seidzsin Siki: a felnőtté válás napja (január második hétfője)
- Hinamacuri: baba ünnep (március 3)
- Hanami: virágnézés (késő márciustól kora áprilisig)
- Tanabata: csillagünnep (július 7)
- Sicsi-Go-Szan: a 7, 5, 3 éves gyermekek ünnepnapja (november 15)
- Ómiszoka: újév estje (december 31)

### Többször előforduló napok
- Secubun: az évszakok szétválása (minden évszak kezdetekor) (február 3)
- Ennicsi: templom vásár (szent napok Kami és/vagy Buddhával kapcsolatban)

### Bunkaszai
- japán kulturális ünnep

### Újév (正月, sógacu)
Időpont: január 1–3 (ezzel kapcsolatos ünnepek egész januárban vannak)
Egyéb neve: Osógacu ('O' a tisztelet jele)
Információ: az újévi szertartások a legjobban kidolgozottak a Japán éves eseményei között. Újév előtt az otthonokat kitakarítják, az adósságokat kifizetik és oszecsit (étel lakkozott tálcában az Újévre) készítenek vagy vásárolnak. Az oszecsi hagyományos ételekből áll, amit a szerencse színeiből, formáiból, szerencsés hangzású nevekből válogatnak össze abba a reményben, hogy jó szerencsét nyerjenek el az élet különböző területein az újévben. A házakat feldíszítik és az ünnepeket családi összegyűléssel, szentély vagy templom látogatással, és hivatalos hívásokkal a rokonok és barátok felé ünneplik. Az első napot az újévben (gandzsicu) általában a családtagok társaságában töltik.
Az emberek megpróbálnak fent maradni, hogy éjfélkor tosikosiszobát, metéltet egyenek. Buddhista templomokat és sintó szentélyket is meglátogatnak. A hagyományok szerint hármat látogatnak meg. Ezt szansa-mairinek hívják. Elsején hajnalban a császári palotában a császár végrehajtja a sihóhai (a négy égtáj imádata) szertartást, ahol a nemzet jólétéért imákat ajánl fel. Január 2-án engedélyezett, hogy a nép a palota belső területére lépjen; az egyetlen nap, amikor erre még lehetőség van, az a császár születésnapja (december 23). Január 2-án és 3-án az ismerősök látogatják meg egymást, amelyben üdvözletüket fejezik ki (nensi) és szip otosot (fűszerezett rizsbor) visznek egymásnak. Amiket újévkor játszanak, az a karuta (kártyajáték), a hanecuki (hasonló a sárkányeregetéshez), és a komamavasi (búgócsiga). Ezeket a játékokat azért játsszák, hogy még több szerencsét hozzanak az évre. Az újévi képeslapok (hasonló a karácsonyi kártyához) cseréje egy másik fontos japán szokás. Ezen kívül a gyerekeknek speciális zsebpénzt adnak, amit otosidamának hívnak. A bejárataikat kagami mocsival (két mocsi labda, az egyik a másikra téve egy mandarinnal a tetején) és kadomacuval (bambuszból és legtöbbször fenyőből álló díszítés) dekorálják ki.
Egy későbbi újévi ünneplés, a Kosógacu, ami ennyit tesz, hogy 'kicsi újév' az év első teliholdjával kezdődik (január 15-e körül). Kosógacu fő eseményei a szertartások és gyakorlatok imádsága a bőséges aratásért.

### Babaünnep (雛祭り, hina-macuri)
Időpont: március 3.
Egyéb neve: sangacu sekku (3. hónap ünnep), momo aekku (őszibarack ünnep), josi no sekku (lányok fesztiválja)
Információ: ez az a nap, amikor a családok a lányaik boldogságáért és boldogulásáért imádkoznak és azért, hogy biztosítsák azt, hogy egészséges és szép felnőttekké érjenek. Az ünneplés otthon és egy tengerparton történik. Ezek arra hivatottak, hogy felfogják a rossz szellemeket a lányokról. A lányok a legszebb kimonoikba öltöznek és meglátogatják barátaik házait. Emeletes emelvényen hina ningjóknak (hina babák; a babák a császárt, a császárnőt, a szolgálókat és zenészeket reprezentálja antik udvari ruhákban) vannak kiállítva a lakásban, és a család egy speciális fogással, a hisimocsival (gyémánt formájú rizstorta) és sirozakéval (rizs maléta szakéval) ünnepel.

### Hanami(花見)
Időpont: április

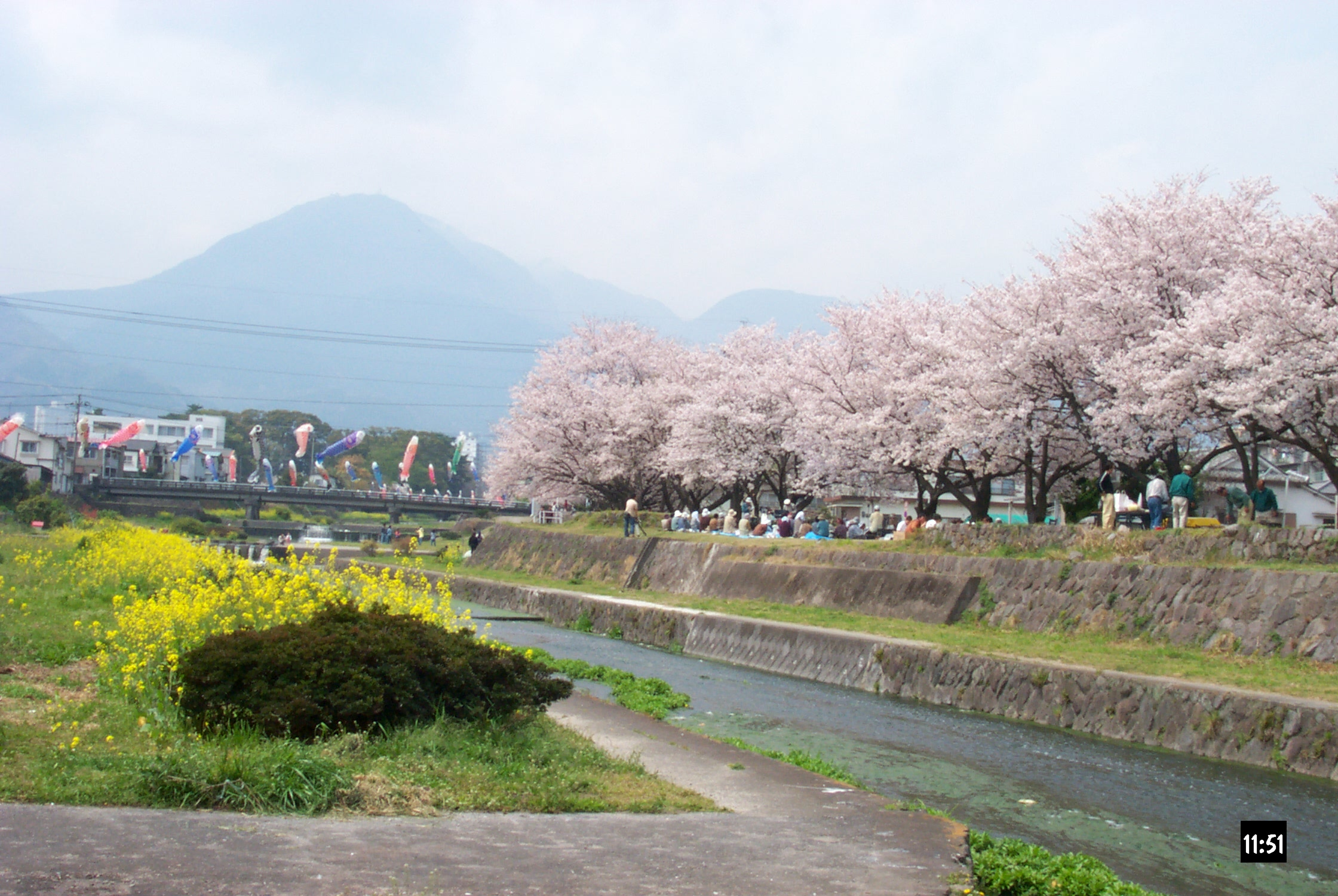
Hanami parti a Sakai folyó mentén Beppuben, Óitában

Egyéb neve: hanami (virágnézés), cseresznyevirágzás ünnep
Információ: a változatos virág-fesztiválokat a sintó szentélyeknél tartják április folyamán. A virágokban gyönyörködésre kirándulásokat és piknikeket szerveznek, különösképpen a cseresznyevirágzásnak van hagyománya. Gyakran látni ivó partikat a parkokban, és az épületek között. Néhány területen az őszibarack virágot, ami Japán tradicionális virága (a cseresznye az Edo korszakból való, mely a szamuráj kultúrát szimbolizálja) is nézik, bár ez a virág korábban nyílik mint a cseresznye. Néhány helyen a szokásoknak megfelelően virágnéző partikat tartanak meghatározott napokon. Ez az egyik legnépszerűbb esemény tavasszal. A virágnézés témája régóta fontos helyet foglal el az irodalomban, a táncban és a képzőművészetben. Az ikebana (virágrendezés) is egy fontos része a japán kultúrának és máig sok ember által gyakorolt tevékenység. Néhány rendezvény, ami az esemény folyamán van: játékok, népdalok, néptáncok, virág- bemutató, lovaglás, parádék, koncertek, kimono bemutató, kirakodóvásár étellel és egyéb dolgokkal, szépségverseny és szerzetesi szertartások. A családok hétvégén elmennek, hogy megnézzék a cseresznyevirágzást és, hogy részt vegyenek a fesztiválokon és a sok tevékenységben.

### Tanabata (七夕)
Időpont: július 7.
Egyéb neve: csillag ünnep
Információ: egy kínai népi legendából ered, amiben két csillag - a takács csillag (Vega) és a gulyás csillag (Altair) -, akik szeretők voltak, csak egyszer találkozhattak egy évben, a hetedik hónap hetedik napjának éjszakáján, gondoskodva arról, hogy ne essen az eső és ne árassza el a Tejutat. Tanabatának egy japán legenda után lett elnevezve, amelyben egy szövő leányról, Orihiméről úgy hitték, hogy az isteneknek készít ruhát. Az emberek a kívánságaikat és a romantikus vágyaikat hosszú, keskeny színes csíkokra írják, melyeket bambuszágakra tűznek fel egyéb kicsi díszekkel együtt.

### Obon ünnep (盆)
Időpont: augusztus 13–15.
Egyéb neve: szellemfesztivál
Információ: egy buddhista szertartás mely során tiszteletüket fejezik ki az ősök előtt. Általában egy 'lelki oltárt' (sórjódana)) állítanak fel a bucudan (buddhista családi oltár) előtt, hogy ezzel köszöntsék az ősök szellemeit. Általában megkérnek egy papot, hogy jöjjön el és olvasson fel a szútrából (tanagjó). A hagyományos előkészületek között szerepel a sír helyének megtisztítása és egy útvonal felállítása egészen a házig, és szalma biztosítása a lovaknak vagy ökröknek az ősök szállítására. Az üdvözlő tűz (mukaebi), amit 13-án állítanak fel és az elbocsátás tüze, amelyek 15-én vagy 16-án az utat hivatottak bevilágítani.

### Lámpás fesztivál (灯籠流し, tóró nagasi)
Időpont: (2012) július 19.
Információ: a Bon ünnep lezárásának általános szokása. Kicsi papír lámpásokat, amelyekben égő gyertya van, a folyóra, a tengerre vagy az óceán vizére rakják és hagyják őket elúszni, vagy pedig elengedik a levegőben és azok elszállnak az éjszakában. A fényük arra hivatott, hogy a család meghalt tagjainak lelkét vezessék. Általában az az ember, aki elengedi a lámpást, ír egy üzenetet az oldalára.

### "7-5-3" ill. a gyermekek ünnepe (七五三, sicsi-go-szan)
Időpont: november 15.
Információ: az  ötéves  fiúkat és a három vagy hétéves lányokat elviszik a helyi szentélybe, hogy imádkozzanak a biztonságukért és az egészségükért. Ez az ünnep abban a hiszemben kezdődött, hogy a gyermekek bizonyos életszakaszukban kifejezetten vonzzák a bajt és szükségük van isteni védelemre. A gyerekeket ez alkalomból általában tradicionális ruhákba öltöztetik és a szentély meglátogatása után sok ember vesz a gyerekének csitose-amét ('ezeréves cukorka'), amiket a szentélyeknél árulnak.

### Előkészületek az Újévre és az év végi vásár
Időpont: késő december
Egyéb neve: év vége (年の瀬; Hepburn: toshi no se), év végi vásár (年の市; Hepburn: toshi no ichi)
Információ: előkészületek az eljövendő újévre eredetileg azért volt, hogy köszöntsék a tosigamit vagy az eljövendő év istenségét. Ezek december 13-án kezdődnek, amikor is a ház egy alapos takarításon esik át, ennek a dátuma mostanában már közelebb esik a hónap végéghez. Ezután a házat tradicionálisan „felöltöztetik”: egy szent szalma ágát (simenava), amiről fehér papír csíkok (side) lógnak le, a bejárati ajtóra tesznek ki ezáltal megakadályozva a gonosz lelkeket a bejutásban és kimutatva a tosigami jelenlétét. Úgyszintén szokás, hogy a bejárati kapu két oldalára kadomacut, három összerendezett, fenyővel díszített bambuszszárat helyeznek ki. Egy speciális oltár, ami tosidanaként („évpolc”) is ismert, magasra van felhelyezve és kagamimocsival (lapos, kör alakú rizstorta), szakéval (rizsbor), datolyaszilvával és más egyéb ételekkel van megtöltve, tisztelegve a tosigami előtt.
Késő decemberben hagyományosan vásárt tartanak a szentélyeknél, a templomoknál vagy a környékbeliekkel. Ez előkészület az újévi ünnepekre. Dekorációkat és különböző termékeket árulnak a vásárban. Eredetileg ezek az év végi vásárok lehetőséget teremtettek a farmereknek, horgászoknak és a hegyi lakosoknak, hogy árut cseréljenek, ruhát és egyéb szükséges dolgokat vásároljanak az újévre.

### Ómiszoka (大晦日)
Időpont: december 31.
Egyéb neve: japán szilveszter
Információ: az emberek általános takarítást végeznek otthonaikban (ósóji), hogy az elkövetkező évet ne tisztátalanul köszöntsék. Nagyon sokan azért, hogy éjfélkor hallják 108-szor megkondulni a harangokat (dzsoja no kane) egy buddhista templomot látogatnak meg. Ezzel hirdetik az előző év elmúlását és az új érkezését. Annak, hogy 108-szor harangoznak az az oka, hogy a buddhista hiedelem szerint az emberiséget 108 vágy vagy szenvedély (bonnó) györti. Minden egyes kondulással egy vágy eloszlik. Szintén hagyomány a tosikosi-szoba fogyasztása, mellyel a családok azt remélik, hogy szerencséjük ugyanolyan hosszúra fog nyúlni, mint a metélt.

## Kapcsolódó szócikkek

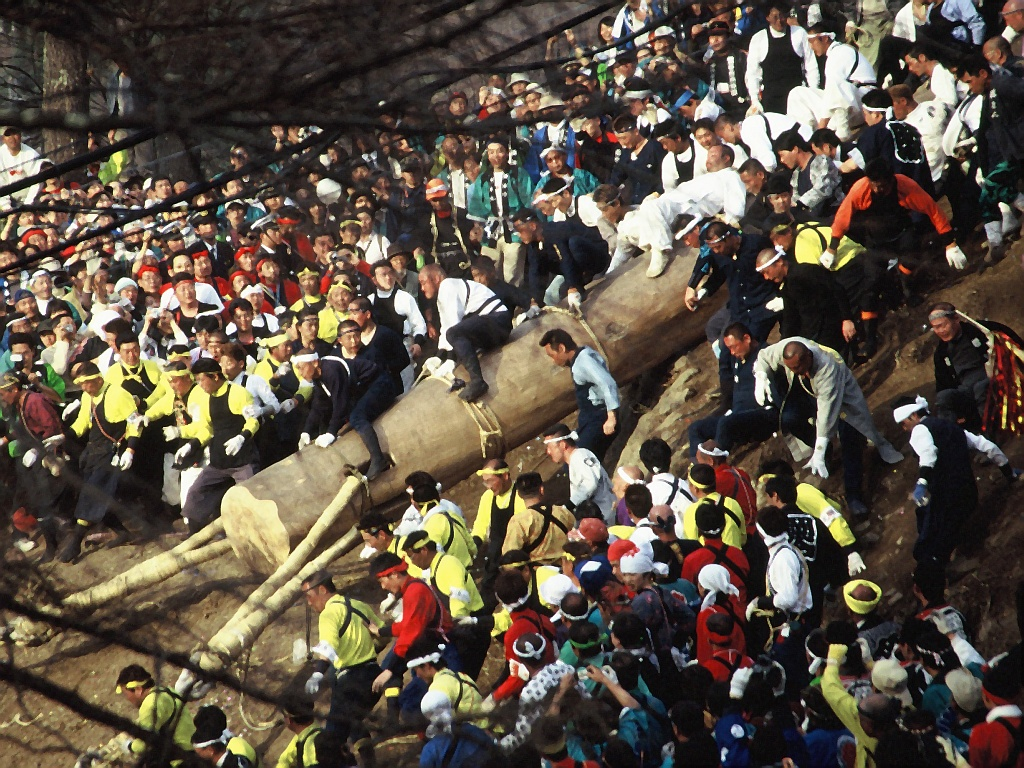
Naganóban minden hat évben, több ezer ember vesz részt az onbashira-fesztiválon, amikor a hegyről lelovaglók hatalmas farönkökön megállíthatatlanul száguldanak lefelé

## Fordítás
- Ez a szócikk részben vagy egészben a Japanese festivals című angol Wikipédia-szócikk ezen változatának fordításán alapul.  Az eredeti cikk szerkesztőit annak laptörténete sorolja fel. Ez a jelzés csupán a megfogalmazás eredetét és a szerzői jogokat jelzi, nem szolgál a cikkben szereplő információk forrásmegjelöléseként.

## Külső hivatkozások
- Hivatalos oldalak:
  - Ünnepek Japán-szerte—Japán atlasz
  - Japán Nemzeti Turisztikai Szervezet (képtár)
- Macuri oldalak:
  - Macuri fesztivál Phoenix-ben, Arizonában
  - Sintó szentély macuri fotói
- Privát kezdeményezésű oldalak/galériák:
  - JCITI.COM Nagojával kapcsolatban keresd a 'Festivals' gombot
  - Reggie.net Archiválva 2023. április 1-i dátummal a Wayback Machine-ben—Neputa lebegőkről fényképek Hiroszakiban
  - Leírás az Odavara Omacuri Fesztiválról (archivált)